# Catello di Castellammare
Catello (VII secolo – VII secolo) fu vescovo della diocesi di Stabia; è venerato come santo dalla Chiesa cattolica.
È il patrono di Castellammare di Stabia e copatrono, insieme ad Antonino di Sorrento, dell'arcidiocesi di Sorrento-Castellammare di Stabia.

## Etimologia
Probabilmente il nome Catello deriva dall'ebraico ed è legato all'arcangelo Chatel, il cui significato è Dio Adorabile. Chatel fu uno dei 69 arcangeli che a seguito del concilio di Roma del 745 e di Aquisgrana del 789 vennero scomunicati in quanto il loro culto da parte della popolazione aveva raggiunto livelli tali da surclassare quelli di Dio: così come avvenuto per gli altri, anche questo nome cadde in disuso, eccetto nell'area stabiese, dove veniva associato alla figura del vescovo Catello. Il nome Catello inoltre ha diverse assonanze con un termine latino che significa cucciolo e con uno del dialetto umbro che significa cane.

## Inquadramento storico
Si è molto discusso sul periodo storico in cui sia vissuto san Catello: pur mancando documenti ufficiali dell'epoca che attestino sulla vita del santo e che la maggior parte del suo operato sia stato tramandato dalla tradizione popolare, nonostante, dopo la sua morte, nei collegi religiosi della città venivano messe in recita drammi che avevano come tema la vita di Catello e ne enfatizzavano virtù e miracoli, talvolta completamente inventati e che col passare degli anni divennero quasi verità, si può affermare che sia vissuto nel VI secolo.
Nel XVII secolo furono avanzate delle ipotesi che Catello sia vissuto nel IX secolo: questa supposizione è tuttavia da escludere. Infatti, la prima opera in cui Catello viene menzionato è il Vita Sancti Antonini Abatis Surrentini, opera scritta dal cosiddetto Anonimo Sorrentino, un monaco benedettino di Sorrento. Questo testo è stato redatto nel IX secolo: l'autore narra di aver parlato con un prigioniero musulmano e di una battaglia che si svolse nel 845 tra i gaetani, i sorrentini e i napoletani; inoltre attribuisce agli eventi della vita di sant'Antonino, a cui è dedicata l'opera e che è vissuto nello stesso periodo di Catello, una certa valenza storica, come se i fatti fossero già avvenuti da molto tempo: se l'Anonimo e Antonino fossero vissuti quasi contemporaneamente di certo ne avrebbe fornito dati più precisi. Nel testo inoltre vengono menzionati i Longobardi, popolo non ancora convertito al cristianesimo e da cui Antonino scappava, che imperversano nelle zone costiere della Campania nel IX secolo. Per questo motivo è da escludere che Catello sia vissuto nel IX secolo, anche se nel Vita Sancti Antonini Abatis Surrentini viene citato come vescovo e non ancora come santo.
Nel IX secolo inoltre l'oratorio di San Michele, costruito sul monte Sant'Angelo ai Tre Pizzi, comunemente chiamato Molare, godeva già di una elevata notorietà, tanto da risultare il secondo in Italia per importanza dopo quello sul Gargano, e il terzo in Europa, dopo Mont-Saint-Michel in Normandia e il tempio pugliese: è quindi impossibile che l'oratorio, edificato da Catello insieme ad Antonino, fosse divenuto così celebre nel giro di pochi anni. Nel 2005 inoltre, sul Molare, nei pressi del luogo dove sorgeva il tempio, venne ritrovato un frammento di un piatto del VII secolo. Sempre a conferma dell'ipotesi che Catello non abbia potuto vivere nel IX secolo è il fatto che in quel periodo esisteva già a Sorrento una chiesa dedicata a sant'Antonino, suo contemporaneo appunto, e che i sorrentini fossero alla ricerca del suo corpo.
Da escludere che sia vissuto nell'VIII secolo; in questo periodo la chiesa combatteva la propria battaglia contro quei cristiani che si affidavano a riti pagani: al centro di questi cerimoniali erano spesso gli arcangeli e per tale motivo, a seguito del concilio di Roma del 745 e di quello di Aquisgrana del 789, 69 dei 72 arcangeli vennero scomunicati e il loro culto fu vietato. Anche se l'arcangelo Michele non risulta tra gli scomunicati, sarebbe stato impossibile per Catello costruire l'oratorio dedicato a san Michele al Molare.
È da escludere anche il VII secolo: in tale periodo, dal 600 al 612, era a capo della diocesi stabiese Lorenzo, mentre nel 649 Lubertino. Inoltre nel 645 i Longobardi, sotto Rodoaldo, assediarono Sorrento, mentre nel 685 la zona venne interessata da un'eruzione del Vesuvio: è improbabile che l'Anonimo Sorrentino, nel suo scritto, non citi nessuno dei due eventi nella vita di sant'Antonino e quindi di riflesso anche di san Catello.

## Agiografia
Secondo la tradizione Catello sarebbe nato nel VI secolo da una famiglia nobile e il suo cognome sarebbe stato Coppola; la prima ipotesi non è accertabile: era comunque usanza, nei tempi passati, attribuire a uomini di fede origini nobili. La seconda ipotesi invece è totalmente errata, in quanto, in quel periodo, non esisteva ancora l'uso del cognome; è probabile che un certo padre Antonio Beatillo, nel 1735, aiutato dai conti Coppola, abbia in qualche modo voluto sdebitarsi verso i propri benefattori, attribuendo al santo protettore di Castellammare questo cognome.
Diventato sacerdote, Catello dedica il proprio servizio agli abitanti stabiesi. Eletto vescovo della diocesi di Stabia, si trova ad affrontare oltre alle problematiche religiose, in particolar modo eliminare le ultime sacche di paganesimo, presenti soprattutto nelle periferie, anche quelle politiche e amministrative della città. Nel 578 cominciano le invasioni dei Longobardi nell'Italia meridionale. In quel tempo Stabia è sotto i Bizantini di Napoli i quali la proteggono dalle continue incursioni longobarde, che ignorando l'arte del navigare, possono attaccare la città solamente dalla piana del Sarno: è probabile che gli abitanti di Stabia, la quale non è solidamente protetta da mura come Napoli, insieme al vescovo, si rifugiassero, in cerca di protezione, sul monte Faito, luogo in cui sono presenti sorgenti di acqua ed è possibile far pascolare le greggi. La protezione dei Bizantini, a cui si aggiunge la naturale salvaguardia dei monti e del mare, porta a Stabia il sopraggiungere di numerosi profughi che fuggono dalle violenze dei Longobardi; il vescovo li accoglie prima in città, poi, per dare loro ulteriore protezione, li nasconde in montagna, provvedendo al loro approvvigionamento quotidiano: grazie a questo evento Catello viene ricordato come il protettore dei forestieri. Si prodiga inoltre inviando ai capi longobardi monete, oro, oggetti preziosi e arredi per liberare i prigionieri caduti nelle mani nemiche.
È con un gruppo di profughi che giunge a Stabia, probabilmente insieme ad altri confratelli, Antonino, un monaco benedettino, con cui Catello stringe una forte amicizia. Questo evento è da collocare prima del 591, anno in cui i benedettini si insediano sull'isola di Capri: era solito infatti che i benedettini chiedessero ospitalità ad altri monaci dello stesso ordine ed essendo quello di Capri l'unico monastero della zona è improbabile che Antonino non avesse chiesto aiuto ai suoi confratelli, tra l'altro profughi anche loro. Questo evento ci permette di datare il vescovato di Catello in un periodo compreso tra il 568, anno di arrivo dei Longobardi, e appunto il 591. Catello, insieme ad Antonino, sovente si rifugia sul monte Faito, al tempo chiamato Gauro o Aureo, in preghiera e meditazione: la cavità dove sono soliti rifugiarsi, nei pressi di una zona chiamata Portaceli, prenderà poi il nome di grotta di San Catello. Secondo la tradizione, una notte, l'arcangelo Michele appare in sogno a Catello e Antonino, ordinando loro di costruire un tempio in suo onore: i due vedono ardere un cero sulla sommità del Molare ed è lì che decidono di costruire un oratorio. San Michele approva l'opera attraverso vari prodigi; si narra infatti che durante uno degli attacchi di Satana contro Catello e Antonino, l'arcangelo sia venuto in loro difesa e Satana infuriato abbia dato un calcio ad un masso, facendolo precipitare a valle e imprimendo la sua impronta: questo luogo è conosciuto come "Ciampa del diavolo". La realtà storica invece potrebbe essere che Antonino e i suoi confratelli abbiano bisogno di un luogo dove seguire la loro regola in tranquillità: iniziano quindi la costruzione di un monastero, non dedicato a san Michele, sulla cima del Molare, dove probabilmente sorgeva un tempio pagano ed era presente una pozza d'acqua oggetto di culto. Era infatti abitudine dei benedettini costruire i loro monasteri laddove prima si innalzavano templi pagani. È inoltre verosimile che Catello abbia aiutato i monaci nella costruzione di un oratorio e che non sia stato principalmente lui l'artefice dell'opera, in quanto, essendo quello un periodo di ristrettezze economiche, è impossibile che avrebbe potuto finanziare un'opera del genere e soprattutto provvedere al mantenimento di operai e monaci.
Catello viene accusato di stregoneria, sortilegio ed eresia, viene allontanato da Stabia e condotto a Roma per essere interrogato e imprigionato. Secondo l'Anonimo Sorrentino ad accusare Catello è un suo "familiare". Su questa figura sono state fatte diverse ipotesi: si è pensato potesse essere un primicerio, ma nell'epoca in suo visse Catello, questo ruolo non esisteva ancora, oppure essere, secondo la tradizione popolare, Satana, o ancora un vescovo della Campania che non era favorevole alla protezione che Catello dava ai benedettini, i quali godevano di autonomia economica, sociale e spirituale. È inoltre ipotizzabile che le accuse possano essere state mosse dai Bizantini, i quali non approvavano la scelta del vescovo di rifugiarsi in montagna con la popolazione invece di rimanere in città per difenderla. Catello viene trasferito a Roma via mare; leggenda vuole che durante il viaggio sia stato incatenato e una volta attraccati sia stato condotto in città sotto scorta: si tratta di una notizia priva di fondamento in quanto è improbabile un trattamento del genere nei confronti di un vescovo e soprattutto che sia stato imprigionato senza aver subito prima un regolare processo. Non si conosce con esattezza la durata della prigionia di Catello, ma questa deve essere avvenuta dopo il 585 poiché, una volta giunto a Roma, viene affidato a un prelato a cui il vescovo stabiese predice il pontificato: quasi certamente deve trattarsi di Gregorio Magno, il quale però, fino al 585 è rappresentante episcopale a Costantinopoli e che, una volta a Roma, regge l'oratorio di Sant'Andrea al Celio, dove presumibilmente è imprigionato Catello. Diventato papa, Gregorio Magno dimentica, preso dagli affari del pontificato, la profezia: la tradizione popolare vuole che sia Antonino che san Michele intercedano per Catello. Gregorio Magno ricorda quindi della promessa fatta al vescovo, lo libera scagionandolo da ogni accusa e acconsente alla richiesta di Catello di donargli del piombo per la copertura dell'oratorio al Molare.
La verità sulla prigionia di Catello è probabilmente un'altra. Nel 580 si assiste ad un riassetto delle divisioni territoriali e Stabia rimane sotto il dominio bizantino, mentre la parte nord della Campania passa ai duchi di Benevento e successivamente, nel 590, al ducato di Roma. È possibile quindi che Catello venga richiamato a Roma da papa Pelagio II per un semplice accertamento delle funzioni amministrative, politiche e giudiziarie della diocesi, che all'epoca esercitava il vescovo, ma anche per organizzare una difesa contro le invasioni dei Longobardi: Stabia infatti, oltre ad un porto, possiede anche un monte che si affaccia sia sul golfo di Napoli che di Salerno, offrendo quindi un ottimo punto di avvistamento. Succeduto a Pelagio II Gregorio Magno, il nuovo papa e Catello studiano insieme un modo per fronteggiare gli attacchi dei Longobardi: questi, nonostante non fossero ancora convertiti al cristianesimo, avevano un gran timore dei demoni e, una volta conosciuta la figura di san Michele, iniziarono a rispettarlo e ad adorarlo. Il papa decide quindi che l'oratorio al Molare sia dedicato a san Michele e che venga ricoperto con delle lastre di piombo, in quanto, essendo il tempio visibile non dal golfo di Napoli ma quello di Salerno, dal quale i Longobardi attaccano, sotto la luce del sole possa riflettersi anche a grandi distanze: di conseguenza i Longobardi non avrebbero mai attaccato un popolo che aveva come protettore una figura verso la quale loro nutrivano profondo rispetto.
Catello rientra a Stabia trionfante: anche in questo caso la tradizione vuole durante la sua assenza il suo posto sia stato preso da Antonino ma ciò è improbabile in quanto un benedettino, secondo la regola di san Benedetto, non avrebbe mai potuto occuparsi di ruoli politici, amministrativi ed economici; è verosimile invece che Antonino sia stato indicato dal vescovo come modello di santità da seguire. Con il ritorno di Catello a Stabia, iniziano i lavori di ricostruzione dell'oratorio al Molare: questa volta non in legno come il precedente, ma in pietra e con la copertura di lastre di piombo donate dal papa. La leggenda vuole che il papa abbia donato al vescovo anche due colonnine e una statua di San Michele, quest'ultima in principio posta nell'oratorio al Molare e in seguito trasferita nella concattedrale di Castellammare di Stabia: tale ipotesi è errata in quanto il periodo di realizzazione della statua non coincide con quello in cui è vissuto Gregorio Magno. A seguito della conversione dei Longobardi al cristianesimo, i profughi lasciano i boschi e le montagne stabiesi per fare ritorno alle loro terre, accompagnati dalle benedizioni di Catello.
Non si conosce la data di morte di Catello: tra le supposizioni più accreditate è che questa sia avvenuta il 19 gennaio 595; sicuramente è deceduto prima di Antonino, più giovane, e morto, dopo essersi stabilito a Sorrento, presumibilmente il 14 febbraio 625 (si è ignari se al momento della morte di Catello, Antonino avesse già lasciato Stabia o meno). Sconosciuto è anche il luogo di sepoltura di Catello: infatti il suo corpo non è stato mai ritrovato, nonostante numerose indagini. È possibile che questo sia stato seppellito in un luogo caro ai benedettini come il monte Faito, lo scoglio di Rovigliano o la grotta di San Biagio: le ricerche svolte nei primi due siti non hanno dato alcun risultato, mentre la grotta di San Biagio non è stata opportunamente esplorata. Il coinvolgimento dei benedettini è dovuto al fatto che a partire dal 685 la diocesi di Stabia vive un momento difficile a causa delle continue eruzioni del Vesuvio e probabilmente, a causa delle mancanze del vescovo, sono proprio i benedettini, almeno nell'ambito spirituale, a sostituirli. Anche le ricerche nell'area christianorum al di sotto della concattedrale di Castellammare di Stabia hanno avuto esito negativo. È probabile inoltre che sia stato seppellito in uno dei tanti sepolcreti sparsi per l'antica Stabia oppure che, a seguito della traslazione e esposizione del corpo per la cerimonia di canonizzazione, sia stato nascosto per evitare il prelievo di reliquie, le quali davano notevole importanza alle chiese che le possedevano e che con il passare del tempo si sia persa la memoria di tale luogo e quindi il corpo sia andato perduto.

## Culto
Tra la fine del VI e l'inizio del VII secolo la fama di santità di Catello tra la popolazione, com'è testimoniato dagli scritti dell'Anonimo Sorrentino, aumenta notevolmente, non solo a Stabia, ma anche nei paesi circostanti e sul monte Faito, che continuerà ad essere meta di pellegrinaggio fino al 1862 allorquando i boschi diventeranno insicuri in quanto covo di briganti. Catello viene quindi proclamato santo, com'è usanza dell'epoca, direttamente dal vescovo della diocesi, per volere popolare: i riti di canonizzazione ufficiati dal papa infatti verranno celebrati solamente a partire dal XIII secolo. Il culto di san Catello viene poi confermato dalla Congregazione dei riti il 13 settembre 1729.
Oltre che a Castellammare di Stabia, san Catello è anche venerato nella chiesa di San Michele a New York, dove è presente una statua raffigurante il santo, nella chiesa di San Francesco a Toronto, nella quale è una cappella, a destra dell'altare maggiore, intitolata alla Madonna e al Crocifisso di Pozzano, a san Catello e a san Gennaro, e in alcune città italiane sede dei cantieri navali, dove il culto è stato portato dalle maestranze stabiesi della cantieristica navale.
A Castellammare di Stabia esiste una confraternita, fondata nel 1624 e ancora attiva, dal titolo Reale arciconfraternita dell'Immacolata e San Catello, con sede presso la chiesa di San Giacomo; sempre nella città stabiese esisteva la confraternita di San Giacomo e San Catello, fondata prima del 1484 e poi scomparsa. Un'ulteriore congrega dedicata a San Catello è attiva a Sorrento dal 1380.

## Reliquie
È probabile che alcune reliquie di san Catello vennero prelevate al momento della sua canonizzazione, quando il suo corpo venne traslato e esposto nella cattedrale. Si ha notizia che nel XIII secolo il suo cranio fosse custodito al monastero di San Bartolomeo, nei pressi del santuario di Santa Maria della Sanità, a Castellammare di Stabia. La reliquia venne trasferita al monastero dei Frati Minori Conventuali a Itri, per poi ritornare a Castellammare il 20 dicembre 1617 per interesse del nobile stabiese Pier Giovanni di Nocera, il quale scambiò con i monaci laziali il cranio di san Catello con una reliquia di san Marcello: l'atto di avvenuto scambio venne firmato nel convento di San Lorenzo Maggiore a Napoli il 9 ottobre 1616 e conservato all'Archivio di Stato di Napoli. Il cranio, che recava sulla fronte un'incisione del nome del santo in lingua longobarda, fu quindi custodito all'interno della chiesa di Gesù e Maria, a Castellammare di Stabia, in un busto di legno raffigurante san Catello, per l'occasione adattato a reliquiario. I Gesuiti vennero espulsi nel 1767 e la chiesa chiusa: alla sua riapertura venne affidata prima ai Carmelitani, poi ai religiosi di San Giovanni di Dio e infine, nel 1785, per volontà di Ferdinando I delle Due Sicilie, al clero stabiese: fu in quest'ultima occasione che venne stilato un inventario di ciò che era custodito nella chiesa, ma non veniva menzionata la reliquia del cranio, probabilmente presa dai religiosi di Giovanni di Dio e mai ritrovata. Un'altra reliquia era custodita nella concattedrale stabiese fino al 1739, poi è andata perduta. Una terza reliquia, l'unica superstite, è conservata sempre nella concattedrale e fu ottenuta dal vescovo Angelo Maria Scanzano nel 1838: questa era custodita a Sorrento.

## Miracoli
Si narra che dalla reliquia perduta del cranio venisse raccolto un liquido profumato, chiamata manna di san Catello, il quale nel 1623 salvò il convento dei Gesuiti da un'alluvione e che alcuni pezzi venissero portati agli ammalati per favorirne la guarigione.
Tra i miracoli attribuiti a san Catello, quello avvenuto qualche giorno prima della festa del santo, ossia il 19 gennaio, del 1764: durante un'alluvione, che arrecò morte e distruzione nella piana del Sarno, non provocò alcuna vittima, se non qualche danno materiale, a Castellammare di Stabia. In segno di ringraziamento, a voto perpetuo, venne istituito che il 18 gennaio si celebrasse una messa e un Te Deum, e che il giorno successivo si svolgessero due processioni. Tale usanze rimase fino al 1964 quando si decise di spostare una delle due processioni nella stagione primaverile, prima a giugno, poi alla seconda domenica di maggio.
Dal 4 al 22 aprile 1906 si verificò la più potente eruzione del Vesuvio del XX secolo, che arrecò danni e morte nel napoletano: l'8 aprile la statua fu portata in processione e una volta giunti sulla spiaggia, di fronte al Vesuvio, il volto di san Catello venne raggiunto da un raggio di sole e la pioggia di cenere cessò di cadere su Castellammare di Stabia. A ricordo di questi due prodigi, all'interno della cappella di San Catello nella concattedrale, sono poste due epigrafi in bronzo, realizzate nel cantiere navale stabiese. 
Per intercessione di san Catello si deve anche il mancato bombardamento di Castellammare di Stabia durante la seconda guerra mondiale: a ricordo di tale evento e dell'eruzione del 1906, per volere di Marianna Spagnuolo De Rosa, nel 1957 Francesco Filosa dipinse due tele poste sempre all'interno della cappella di San Catello nel duomo stabiese.
L'effige di san Catello, insieme ad altri santi, viene inoltre apposta sulla prua di ogni nave che viene varata nel cantiere navale di Castellammare di Stabia.